# LOW KICK ANGELS
LOW KICK ANGELS（ローキックエンジェルズ、2009年結成。）は、関西発信のパフォーマンス集団を目指す女の子達。アイドルグループ。株式会社劇団往来所属。

## メンバー
- 南雲飛鳥（リーダー）
- 篠永花穂
- 村野古奈実

## オリジナルソング
1. We are lowkickangels
2. 思いを込めてね

## 出演イベント
- 2009　BACKEN RECORD OSAKA（ABC ホール）
- 2009　OSAKA翔GYANGS ワンマンライブ（am HALL）
- 2010　DANGEROUSKICK VO.1（FANJTWICE）ワンマンライブ
- 2010　なんばこめじるし３周年イベント
- 2010　KANSAIアイドルGENKI♥フェスタ　夏（関西テレビ　なんでもアリーナ）
- 2011　KANSAIアイドルGENKI♥フェスタ　春（関西テレビ　なんでもアリーナ）
- 2011　Princess　Petit　Factory～2011　JULY～（ライブハウス　D‘）
- 2011　KASANIアイドルGENKI♥フェスタ　夏（関西テレビ　なんでもアリーナ）
- 2011　OSAKA翔GANGS  Live Tour2011「Dramatic♥Art」（amHALL）
- 2011　Kira Pon Osaka　Vol.１（ライブハウス湊町ボルケーノ）

| スタブアイコン | サブスタブ | この項目は、まだ閲覧者の調べものの参照としては役立たない、アイドル（グラビアアイドル・ライブアイドル・ネットアイドル・レースクイーン・コスプレイヤーなどを含む）に関連した書きかけの項目です。この項目を加筆・訂正などしてくださる協力者を求めています（P:アイドル/PJ:芸能人）。 |